# Theta1 Orionis B
Theta1 Orionis B (θ1 Orionis B, θ1 Ori B, auch 41 Ori B) ist ein Mehrfachsternsystem und ein Mitglied des Trapez im Orionnebel. Das System befindet sich in einer Entfernung von etwas über 1200 Lichtjahren.

## Mini-Cluster
Das Theta1 Orionis B System besteht wohl aus sechs oder mehr Sternen, benannt als B1 bis B6, möglicherweise kommt noch ein weiterer Stern dazu. Die Sterne scheinen gravitativ aneinander gebunden zu sein, es wird jedoch vermutet, dass dieses System nicht über eine längere Zeit stabil sein kann. Entsprechend wird erwartet, dass die masseärmeren Komponenten mit der Zeit aus dem System geworfen werden als Runaway-Sterne.
Die Massen der Komponenten sind sehr unterschiedlich. Am meisten Masse hat die Kombination B1, B5 und B6 mit zusammen etwa 14 Sonnenmassen. Bereits seit längerem war bekannt, dass Komponente B1 einen Begleiter B5 in lediglich etwa 0,12 AE Entfernung hat was ihn zu einem Algolstern macht. Im Jahre 2018 konnte jedoch mithilfe von GRAVITY eine weitere Komponente B6 in einer Entfernung von 3 bis 7 AE aufgelöst werden.
Die Komponenten B2 und B3 liegen etwa 50 AE auseinander (0,12 Winkelsekunden) und haben 4 respektive 3 Sonnenmassen.
Die Zentren von B1/B5/B6 und B2/B3 liegen etwa 0,9 Winkelsekunden auseinander. Die geringste Masse im System scheint die etwas abseits liegende Komponente B4 mit lediglich 1 Sonnenmasse zu haben. Entsprechend wird auch erwartet, dass diese Komponente zuerst aus dem System geschleudert wird.
| Komponente | Sonnenmassen | Spektral- klasse | Entfernung (AE) |
| ---------- | ------------ | ---------------- | --------------- |
| B1         | 7,2 ± 0,2    | B1 V             | -               |
| B2         | 4            | ?                | 382 ± 6         |
| B3         | 3            | ?                | 49 ± 1          |
| B4         | 1            | ?                | 248 ± 4         |
| B5         | 2            | ?                | 0,120 ± 0,002   |
| B6         | 4 bis 6      | B                | 3,5 bis 7,2     |